# Lista de problemas ambientais
Essa é uma lista de problemas ambientais causados pela atividade humana. Esse artigo relata os efeitos antropogénicos no ambiente natural, que estão divididos em causas, efeitos e mitigação, observando-se que os efeitos estão interligados e podem causar novos efeitos.

## Causas
- Agronegócio — Agricultura intensiva • pousio • Irrigação • Monocultura • Pecuária de confinamento • Impactos ambientais da agricultura (em inglês) • Impactos ambientais da pecuária (em inglês) • Pecuária e sustentabilidade • Sobrepastoreio

- Engenharia genética — Poluição genética • Controvérsias sobre os OGM

- Engenharia nuclear — Acidente nuclear • Cinza nuclear • Envenenamento radioativo • Plutónio no ambiente • Produto de fissão nuclear • Rádio no ambiente • Radioactividade ambiental • Resíduo radioativo • Urânio no ambiente

- Introdução de espécies — Espécie invasora

- Nanotecnologia — Impactos da Nanotecnologia (em inglês)  • Nanopoluição

- Poluição

Lixo — Chorume • Entulho • Incineração • Grande Porção de Lixo do Atlântico Norte • Grande Porção de Lixo do Pacífico • Lixo biológico • Resíduo eletrônico • Lixo espacial • Lixo hospitalar • Lixo industrial • Lixo marinho • Lixo orgânico • Lixo radioativo • Lixo tóxico • Lixos urbanos • Saco de plástico
Poluição atmosférica — Buraco na ozonosfera • Chuva ácida • Clorofluorocarboneto • Combustível fóssil • Dióxido de carbono • Escurecimento global • Incineração • Névoa seca • PM10 • Qualidade do ar interior • Smog
Poluição da água — Detrito marinho • Eutrofização • Hipóxia (ambiente) • Maré negra • Maré vermelha • Poluição por barcos • Poluição marinha • Poluição térmica • Qualidade da água
Poluição do solo — Agente laranja • Agrotóxico • Chorume • Fertilizante • Herbicida • Pesticida
Outros tipos de poluição — Espécie invasora • Poluição genética • Poluição luminosa • Poluição sonora • Poluição visual • Radiação eletromagnética
- Superpopulação — Biocapacidade • Crescimento populacional • Industrialização • Exploração • Urbanização • Suburbanização • Alastramento urbano • Peri-urbanização

- Uso do solo — Assoreamento • Aterramento marítimo • Desmatamento • Desmatamento da Floresta Amazônica • Destruição de habitat • Erosão • Fragmentação de habitat • Impermeabilização do solo • Impactos ambientais das barragens • Impactos ambientais da indústria do carvão (em inglês)

## Efeitos
- Alterações climáticas — Acidificação oceânica • Aquecimento global • Aquecimento oceânico • Combustível fóssil • Derretimento do permafrost • Desertificação • Efeito estufa • Efeitos do aquecimento global nos oceanos (em inglês) • Escurecimento global • Esfriamento global • Gases do efeito estufa • Hipótese de Iris • Ilha de calor • Inundação•Parada da circulação termoalina • Recuo dos glaciares desde 1850 • Subida do nível do mar • Tempestades tropicais • Transgressão marinha

- Escassez de recursos — Água fóssil • Escassez de água • Overdrafting (em inglês) • Pico do petróleo

- Biodiversidade — Branqueamento do coral • Declínio dos polinizadores • Destruição de habitat • Espécies ameaçadas • Extinção de espécies • Extinção em massa do Holoceno • Fragmentação de habitat • Poaching

- Degradação do Solo — Poluição do solo • Desertificação

Solo — Conservação do solo • Deslizamento de terra • Erosão do solo • Contaminação do solo • Salinização
- Destruição da Camada de Ozônio — CFC

- Problemas nucleares — Cinza nuclear • Derretimento nuclear • Energia nuclear • Resíduo radioativo

- Toxicidade — Bioacumulação • Poluição de nutrientes (em inglês)

## Mitigação
- Conservação da natureza — Agroecologia • Desextinção (em inglês) ou Breeding Back (em inglês) • Permacultura • Veganismo • Vegetarianismo • Biorremediação • Biocombustível • Ecologia urbana • Tratamento de águas industriais • Tratamento de águas residuais • Tratamento de esgotos • Decompositor • Húmus • Purificação de água • Desinfecção solar da água • Agricultura orgânica • Agrofloresta • Método Fukuoka • Ecologia profunda • Ecossabotagem

- Desenvolvimento sustentável — Arquitetura orgânica • Banheiro seco • Biotratamento • Bioconstrução • Ecovila • Pecuária orgânica

- Reciclagem — Catador de material reciclável • Coleta de lixo • Compostagem • Coleta seletiva • Ecoponto • Freeganismo • Gestão integrada de resíduos sólidos • Plástico oxibiodegradável • Reciclagem de aço • Reciclagem de alumínio • Reciclagem de baterias • Reciclagem de computadores • Reciclagem de embalagens longa vida • Reciclagem de entulho • Reciclagem de óleo vegetal usado • Reciclagem de papel • Reciclagem de plástico • Reciclagem de polímeros • Reciclagem de solventes • Reciclagem de vidro • Redução na fonte • Sucata • Tratamento de resíduos

- Controle de natalidade — Planejamento familiar • Planejamento familiar natural • Engenharia social (ciência política) Movimento da extinção humana voluntária • Esterilização

- Energia — Conservação de energia • Energia renovável • Uso eficiente de energia • Comercialização de energia renovável • Movimento anti-nuclear (em inglês)